# Археэ-Клеоне
Архе́э-Клеоне́ (греч. Αρχαίαι Κλεωναί ή Αρχαίες Κλεωνές) — деревня в Греции. Находится на высоте 320 метров над уровнем моря, в северо-восточной части полуострова Пелопоннеса, в 88 километрах к юго-западу от Афин, в 21 километре к юго-западу от Коринфа и в 48 километрах к северо-востоку от Триполиса. Входит в общину (дим) Немею в периферийной единице Коринфии в периферии Пелопоннес. Население 633 жителя по переписи 2011 года. Площадь 23,726 квадратного километра. Жители преимущественно заняты выращиванием винограда сорта Агиоргитико.
Находится на месте древнего города Клеон. До 13 июня 1963 года называлась Кондоставлос (Κοντόσταυλος).
К югу и западу от деревни проходит автострада 7 Каламата — Коринф.

## Население
| Год  | Население, человек |
| ---- | ------------------ |
| 1991 | 615                |
| 2001 | 757                |
| 2011 | ↘ 633              |